# Fixed (película)
Fixed (conocida en España como Despelote) es una película estadounidense de comedia negra animada para adultos producida por Columbia Pictures y Sony Pictures Animation, animada por Renegade Animation y distribuida por Netflix. La primera película animada para adultos de Sony Pictures Animation, así como la primera película del estudio que cuenta con la participación de otro estudio cinematográfico y utiliza animación dibujada a mano. Segunda película animada para adultos de Sony Pictures. fue dirigida por Genndy Tartakovsky, quien coescribió el guion escrito con Jon Vitti. y también produjo la película con Michelle Murdocca. La película está protagonizada por las voces de Adam DeVine, Idris Elba, Kathryn Hahn, Fred Armisen, Bobby Moynihan y Beck Bennett. La historia sigue a un sabueso azul llamado Bull, que descubre que lo van a castrar por la mañana. 
La película se concibió por primera vez en 2009 como Buds, una película de viajes de animales, antes de convertirse finalmente en Fixed. Tras el éxito de Hotel Transylvania 3: Summer Vacation (2018) y la quinta y última temporada de Samurai Jack (2017), Tartakovsky fue contratado para dirigir dos películas animadas originales para SPA: Fixed y Black Knight. Para Fixed, evitó depender de chistes de la cultura pop para incluir un humor más centrado en los personajes, lo que permitió que la película se destacara entre otras películas animadas con clasificación R. La producción comenzó en julio de 2022 y finalizó en septiembre de 2023, mientras que el elenco se anunció públicamente en junio de 2023. La película se estrenó el 13 de agosto de 2025.

## Premisa
La historia de un perro promedio y bueno que está enamorado del perro de exposición de al lado, y lo que sucede cuando se entera de que lo van a castrar por la mañana. ¿Qué hace un perro en su última noche de fiesta con sus mejores amigos?
Sony Pictures Animation

## Reparto[1][2]
- Adam DeVine como Bull, un sabueso azul que piensa que lo castrarán por la mañana.
- Idris Elba, como Rocco, un bóxer seguro de sí mismo y con acento británico.
- Kathryn Hahn como Honey, una borzoi rubio que actúa en shows de perros y de la que Bull está enamorado.
- Fred Armisen como Fetch, un perro salchicha que quiere ser influencer.
- Beck Bennett como Sterling, un borzoi y rival de Bull en el amor.
- Bobby Moynihan como Lucky, un beagle nervioso y travieso.
- River Gallo como Frankie, dóberman intersexual.
- Michelle Buteau como Molasses, una seductora setter irlandesa.

## Producción

### Desarrollo
Fixed, según el director Genndy Tartakovsky, fue concebida por primera vez en 2009, como una película de viajes de animales bajo el título Buds, antes de convertirse finalmente en Fixed.
El 25 de julio de 2018, Deadline Hollywood informó que Tartakovsky iba a escribir y dirigir la comedia con clasificación R Fixed, con Michelle Murdocca también produciendo junto a Tartakovsky. Sony Pictures Animation iba a producir; Tartakovsky trabajó anteriormente en las películas de Hotel Transylvania para el estudio. En junio de 2019, Tartakovsky declaró: "es realmente divertido y conmovedor, no se trata solo de pelotas, estamos tratando de convertirlo en una comedia de personajes". Tartakovsky declaró en julio de 2022 que a pesar de la participación de Sony Pictures Animation, la película se estrenará a través de New Line Cinema.

### Guion
En diciembre de 2022, Tartakovsky dijo que no quería que la película se basara en chistes de la cultura pop, sino que quería que presentara un humor más centrado en los personajes, lo que en su opinión permitió a Fixed destacarse entre otras películas animadas con clasificación R. En junio de 2023, Tartakovsky afirmó que la "camaradería" entre los personajes se inspiraría en películas de Judd Apatow como The 40 Year Old Virgin (2005) y Knocked Up (2007). 

### Casting
En el Festival Internacional de Cine de Animación de Annecy el 13 de junio de 2023, Adam DeVine, Idris Elba, Kathryn Hahn, Fred Armisen, Bobby Moynihan, Beck Bennett, River Gallo y Michelle Buteau fueron anunciados como parte del elenco de voces. 

### Animación y diseño
Los servicios de animación fueron proporcionados por Renegade Animation, con Scott Wills como director de arte; Anteriormente trabajó con Tartakovsky en Samurai Jack y Primal. La producción de la película comenzó en julio de 2022 y se completó en septiembre de 2023. Si bien Tartakovsky originalmente planeó que la película se hiciera mediante animación dibujada a mano, más tarde consideró usar animación por computadora para "vender mejor la película". Finalmente decidió mantener la animación dibujada a mano de la película, convirtiéndola en la primera película dibujada a mano producida por Sony Pictures Animation, debido a que la estética dibujada a mano funciona mejor para la trama de la película. 
Tartakovsky quería que la animación recordara a La dama y el vagabundo (1955) y 101 Dálmatas (1961) de Disney, y al mismo tiempo se inspirara en las obras de los cortos de los Looney Tunes de Tex Avery y Chuck Jones, particularmente debido a su énfasis en la animación expresiva. Sin embargo, la película se volvió más caricaturesca. Tartakovsky tuvo que suavizar la animación para los genitales, sin embargo, coloreando los glúteos "un poco más sutilmente". La película se completó en septiembre de 2023.